# Spatule d'Ayre

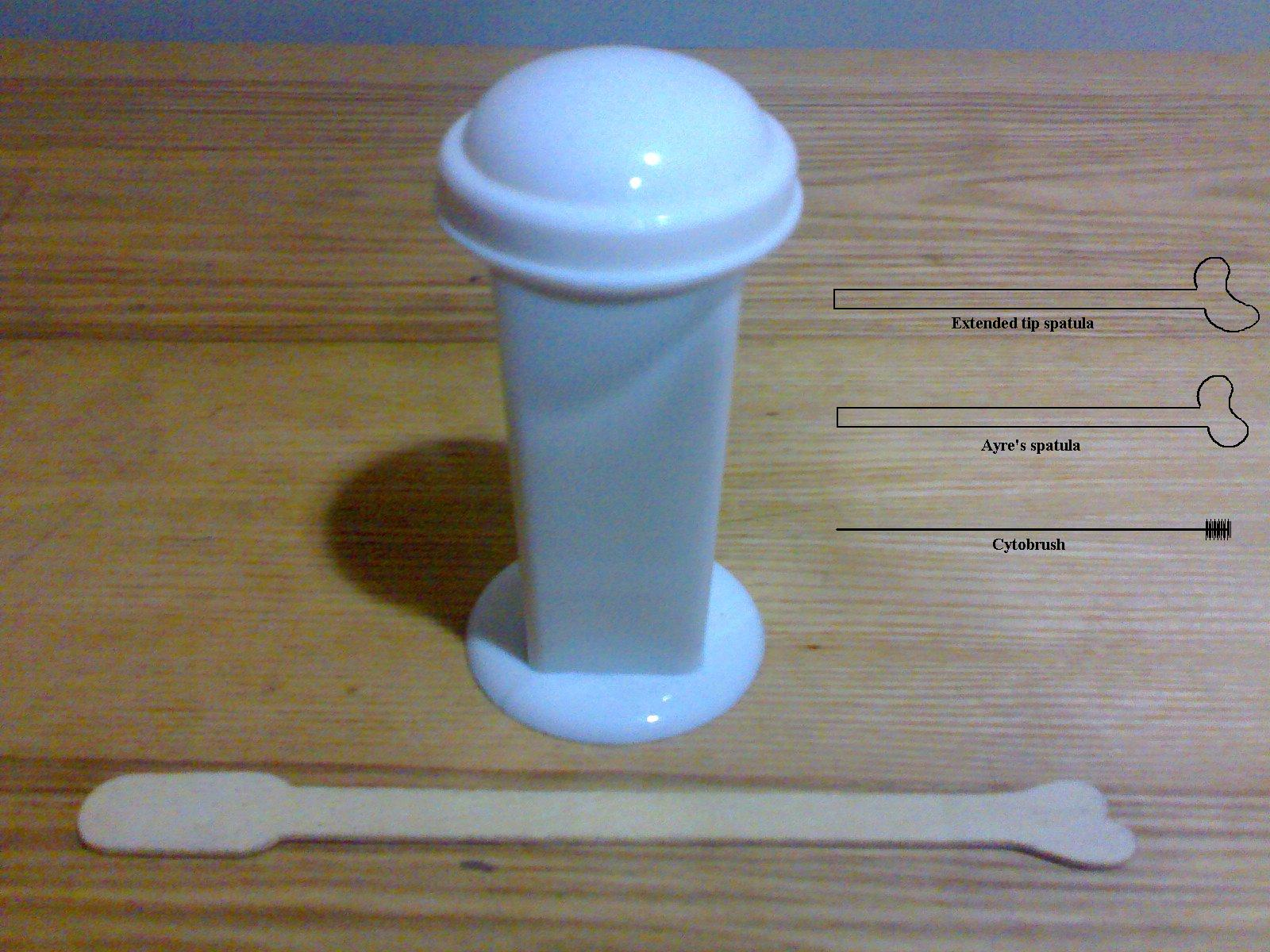
Une spatule d'Ayre (à plat au premier plan).

La spatule d'Ayre est un instrument utilisé en gynécologie obstétrique pour la réalisation des frottis de dépistage.